# Horoșa, Lîpoveț
Horoșa (în ucraineană Хороша) este un sat în comuna Skîtka din raionul Lîpoveț, regiunea Vinnița, Ucraina.

## Demografie
Componența lingvistică a localității Horoșa
     Ucraineană (98,71%)
     Alte limbi (0,97%)
Conform recensământului din 2001, majoritatea populației localității Horoșa era vorbitoare de ucraineană (98,71%), existând în minoritate și vorbitori de alte limbi.